# Hoploplatystylus smitsvanburgsti
Hoploplatystylus smitsvanburgsti är en stekelart som beskrevs av Otto Schmiedeknecht 1912. Hoploplatystylus smitsvanburgsti ingår i släktet Hoploplatystylus och familjen brokparasitsteklar. Inga underarter finns listade i Catalogue of Life.